# Frans USFSA voetbalkampioenschap 1895
In 1895 werd het tweede Franse voetbalkampioenschap georganiseerd door de USFSA. Er namen enkel clubs deel uit Parijs en onmiddellijke omgeving.  

## Kwartfinale
3 en 17 maart 1895
| Team             | Team               | Uitslag    |
| ---------------- | ------------------ | ---------- |
| Club Français    | FC Levallois       | 5-0        |
| White Rovers     | Paris Star         | 8-1        |
| Stade de Neuilly | CP Asnières        | 2-1 (n.v.) |
| Standard AC      | United Sports Club | 13-0       |

## Halve finale
17 maart 1895
| Team         | Team             | Uitslag |
| ------------ | ---------------- | ------- |
| Standard AC  | Stade de Neuilly | 18-0    |
| White-Rovers | Club Français    | 2-1     |

## Finale
24 maart 1895
| Team        | Team         | Uitslag |
| ----------- | ------------ | ------- |
| Standard AC | White Rovers | 3-1     |

Standard speelde in 2-3-5 positie met volgende spelers: H. Wynn in het doel, W.D. Atrill en E. Wynn als verdedigers, G. Norris, Ash en N. Tunmer als middenvelders, G. Etherington, O. Hicks, Niegely, A. Tunmer en F. Roques als aanvallers. Zes van deze spelers werden ook het jaar ervoor kampioen met Standard. 
1894 ·
1895 ·
1896 ·
1897 ·
1898 ·
1899 ·
1900 ·
1901 ·
1902 ·
1903 ·
1904 ·
1905 ·
1906 ·
1907 ·
1908 ·
1909 ·
1910 ·
1911 ·
1912 ·
1913 ·
1914 · 
1915 · 1916 · 1917 · 1918 · 
1919